# プリズン・フリーク
『プリズン・フリーク』（原題：Let's Go to Prison）は、2006年のアメリカ合衆国のコメディ映画。日本では劇場公開されずビデオスルーとなった。

## ストーリー
ジョンは幼い頃に子供心からやった悪戯（車泥棒&飾りの小切手の看板を換金しようとした）を、重罪として有罪判決を下されたことをきっかけに何度も刑務所に出たり入ったりしている駄目人間。
ジョンは出所後に自分を有罪にした判事に復讐をしようと誓うが、出所3日前に判事が死亡したことを知る。前々から判事に復讐しようと思っていた彼は、怒りの持って行き場を失い、代わりに判事の息子であるネルソンに復讐することを決意。
その後、ジョンはネルソンに濡れ衣を着せて刑務所送りにし、その堕ちていく様を見たいという理由から、自らもまたわざわざ逮捕され、ネルソンと同じ刑務所に入る。そこで復讐をしようとあの手この手で、ネルソンに罠をかけようと画策する。

## キャスト
※括弧内は日本語吹替
- ジョン・リシツキー - ダックス・シェパード（てらそままさき）
- ネルソン・ビーダーマン4世 - ウィル・アーネット（千葉繁）
- バリー - シャイ・マクブライド（天田益男）
- シャナハン - デヴィッド・ケックナー（楠見尚己）
- 刑務所長 - ディラン・ベイカー
- リナード - マイケル・シャノン（江川央生）
- デュエイン - ボブ・オデンカーク（梅津秀行）
- トイレの囚人 - ジョセフ・ヌネズ
- ワインの試飲人 - マイケル・ヒッチコック

## スタッフ
- 監督：ボブ・オデンカーク
- 脚本：ロバート・ベン・ガラント、トーマス・レノン、マイケル・パトリック・ジャン
- 原作：ジム・ホグシャー『You Are Going to Prison』
- 音楽：アラン・エリオット
- 美術：ジョン・ペイノ、ティモシー・マン、ブライアン・オールマン
- 装飾：ダイアナ・スタフトン
- 衣装：スーザン・カウフマン